# Marcel Tyberg
Marcel Tyberg (Viena, 27 de gener, 1893 – Auschwitz-Birkenau, 31 de desembre, 1944) va ser un compositor, director i organista austríac. La seva música és d'estil romàntic tardà.

## Biografia i trajectòria
Marcel Tyberg va néixer en una família de músics a Viena. El seu pare, Marcell Tyberg (Sr.), era un conegut violinista, mentre que la seva mare, Wanda Paltinger Tybergova, era pianista a l'escola de Theodor Leschetizky i col·lega d'Artur Schnabel. Encara que se sap poc sobre la seva educació musical, se suposa que Tyberg va tenir una certa formació formal en orquestració, contrapunt i harmonia fora de la llar familiar. El pare de Tyberg estava en bons termes amb el reconegut violinista Jan Kubelik i les dues famílies es freqüentaven. Marcel va dedicar el lieder a les dues filles de Jan i, malgrat una diferència d'edat de vint anys, va conrear una amistat per a tota la vida amb el seu germà petit, el director d'orquestra Rafael Kubelik. Tyberg també es va fer amistat amb el violinista i director italià Rodolfo Lipizer. La Sonata per a piano núm. 1 de Tyberg (1920) i la seva Simfonia núm. 1 (1924) daten totes dues del seu temps a Viena.
El 1927, després de la mort del seu pare, Tyberg es va traslladar amb la seva mare a la ciutat d'Abbazia (Opatija), avui a Croàcia, llavors part d'Itàlia. Per guanyar-se la vida, va dedicar la mà a qualsevol feina que se li oferia. Va ensenyar harmonia, tocava els orgues de l'església, va dirigir i sota el pseudònim de "Till Bergmar" va produir música de ball popular per a les localitats locals (rumbes, tangos i valsos, etc.).
La seva Simfonia núm. 2 va ser estrenada pel seu amic Rafael Kubelik amb la Filharmònica Txeca en algun moment de principis dels anys trenta. Un catòlic piadoso, Tyberg va compondre un escenari del Te Deum, que es va estrenar a l'església ampliada d'Abbazia el 25 de juliol de 1943, el dia que Mussolini va ser forçat a destituir del seu càrrec.
Quan les forces alemanyes van ocupar el nord d'Itàlia el 1943, la mare de Tyberg, d'acord amb les regulacions nazis, va registrar que un dels seus besavis havia estat jueu. Poc després, la mare de Tyberg va morir per causes naturals. Posteriorment, Tyberg va ser arrestat i deportat als camps d'extermini de San Sabba i Auschwitz. Durant molt de temps es va creure que s'havia suïcidat en trànsit, però la data de la seva mort es va registrar a Auschwitz el 31 de desembre de 1944.
La música supervivent de Tyberg, en forma de partitures manuscrites, va ser confiada per ell al seu amic, el doctor Milan Mihich, i finalment portada als Estats Units. Es van començar a gravar obres d'aquesta memòria cau. Aquests inclouen la Simfonia núm. 2 (JoAnn Falletta dirigint la Buffalo Philharmonic), juntament amb la Sonata per a piano núm. 2 (Fabio Bidini, pianista), a Naxos Records; la Simfonia núm. 3 (JoAnn Falletta dirigint la Buffalo Philharmonic), juntament amb el "Piano Trio" (Michael Ludwig, violinista; Roman Mekinulov, violoncel·lista; Ya-Fei Chuang, pianista), a Naxos Records; les dues misses (Brian A. Schmidt dirigint la coral de Dakota del Sud, amb Christopher Jacobsen, organista), sobre Pentatone; el Sextet de corda amb contrabaix ("Ensemble Alraune") a NovAntiqua Records (Musica & Regime 3).
La Simfonia núm. 3 conté en el segon moviment cites temàtiques directes i sobre estructures rítmiques que provenen de la Simfonia núm. 1 de Hans Rott i que també van ser molt citades per la Simfonia núm. 2 de Gustav Mahler. En l'estat actual de la investigació, no se sap si Tyberg ha citat directament Mahler o si va tenir accés via Mahler a la partitura de Rott de la seva Simfonia núm. 1, que Gustav Mahler, que era un amic íntim de Rott, va mantenir tancada en privat. Es poden pensar similituds estilístiques amb Anton Bruckner, però no estan verificades per les tècniques de composició, la instrumentació i la profunditat musical. En canvi, estan molt més relacionats amb Rott, que va ser un estudiós de Bruckner i que, segons paraules de Mahler, va inventar la nova simfonia.

## Obres
Les obres supervivents conegudes de Marcel Tyberg inclouen:
Orchestral
- Symphony No. 1 (1922-1924)

 - Allegro molto (1922)
 – Adagio (1922)
 - Scherzo (31 December 1922)
 – Finale, Allegro non troppo (12 April 1924)
- Scherzo and Finale de la Unfinished Symphony de Franz Schubert (1927-1928)
- Symphony No. 2 in F minor (1927-1931)

 - Allegro appassionato
 - Adagio
 - Scherzo
 - Finale
- Symphony No. 3 in D minor (1938-1943)

 - Andante Maestoso
 – Scherzo
 – Adagio
 – Rondo
Cambra
- String sextet in F minor, per a 2 violins, 2 violes, violoncel i contrabaix (1931-1932)

 - Allegro non troppo
 – Scherzo
 – Adagio molto sostenuto (Tema amb variazioni)
 – Scherzo – Finale
- Piano Trio in F major (1935-1936)

 - Allegro maestoso
 – Adagio non troppo
 – Rondo
Instrumental
- Piano Sonata No. 1 in B minor (1914-1920)

 - Allegro appassionato
 – Larghetto (Tema amb variazioni)
 – Rondo
- Piano Sonata No. 2 in F sharp minor (1934-1935)

 - Allegro con fuoco
 – Adagio
 – Scherzo
 – Finale
- 4 Lieder sense paraules per al piano

Sacra
- Mass No. 1, per a Soprano, Contralt, Tenor, Baix i orgue (1933-1934)
- Mass No. 2, per a soprano, contralt, tenor, baix i orgue (1941)

Lieder
- 21 lieder a la lletra Intermezzo de Heine.
- Rache, text per Poridzky
- 5 lieder amb text de Daisy von Adelsfeld-Salghetti
- Ave Maria
- 6 Lieder austríac per a orquestra petita (tres orquestrats a partir del lieder de Heine)
- 4 cançons en anglès, textos de Moore i altres
- Evening Bells, texts de Thomas Moore
- To a Flower, text de Barry Cornwall
- My Heart’s in the Highlands, textde Robert Burns